# Безумная любовь (фильм, 1992)
Безумная любовь (хинди दीवाना Deewana) — индийский фильм-мелодрама режиссёра Раджа Канвара, вышедшая в прокат 25 июня 1992 года. По итогам кассовых сборов картина получила статус «хит». В фильме дебютировал Шахрух Хан, получивший впоследствии прозвище «Короля Болливуда».

## Сюжет
Рави (Риши Капур) — известный певец, который на одном из концертов знакомится со своей поклонницей Каджол (Дивья Бхарти). Через несколько месяцев они играют пышную свадьбу, и Рави приводит невестку в дом. Однако дядя Рави — Пратап (Амриш Пури), стремясь завладеть богатством племянника, нанимает людей убить его. Убитая горем Каджол вместе с матерью Рави уезжает за город, где в неё с первого взгляда влюбляется сын богача Раджа (Шахрух Хан). Он даже разрывает отношения с отцом, поскольку тому Каджол не по душе. Мать Рави, не желая, чтобы невестка убивалась и хоронила себя в столь юном возрасте убеждает её снова выйти замуж. Постепенно у Каджол появляются чувства к новому мужу. Но тут в её жизни снова появляется бывший муж Рави, который не погиб на самом деле.

## В ролях
- Риши Капур — Рави
- Дивья Бхарти — Каджол
- Шахрух Хан — Раджа Сахаи
- Алок Натх — Мистер Шарма
- Амриш Пури — Дхирендра Пратап, дядя Рави
- Мохниш Бехл — Нарендра Пратап, кузен Рави
- Сушма Сетх — мать Рави
- Далип Тахил — Рамакант Сахаи, отец Раджи

## Награды
- Filmfare Award за лучшую музыку к песне для фильма — Надим-Шраван[англ.]
- Filmfare Award за лучшие слова к песне для фильма — Самир[англ.] за песню «Sochenge Tumhe Pyar»
- Filmfare Award за лучший мужской закадровый вокал — Кумар Сану[англ.] за песню «Sochenge Tumhe Pyar»[3]
- Filmfare Award за лучшую дебютную мужскую роль — Шахрух Хан
- Filmfare Award за лучшую дебютную женскую роль — Дивья Бхарти

Также Алка Ягник была номинирована за песню «Aisi Deewangi» на Filmfare Award за лучший женский закадровый вокал, но награды не получила.

## Саундтрек
Дуэт композиторов Надим-Шраван получил свой третий Filmfare Award за лучшую музыку (предыдущие — за «Жизнь во имя любви» и «В мечтах о любви». «Koi Na Koi Chahiye» была первой песней, которую Шахрух Хан «исполнил» на экране.
| №  | Название                      | Текст песни | Исполнители                | Длительность |
| -- | ----------------------------- | ----------- | -------------------------- | ------------ |
| 1. | «Aisi Deewangi»               |             | Винод Ратход, Алка Ягник   | 6:59         |
| 2. | «Sochenge Tumhe Pyar»         |             | Кумар Сану                 | 6:03         |
| 3. | «Teri Umeed Tera Intezar»     | Самир       | Кумар Сану, Садхана Саргам | 6:19         |
| 4. | «Payaliya»                    |             | Кумар Сану, Алка Ягник     | 7:57         |
| 5. | «Tere Dard Se Dil»            |             | Кумар Сану                 | 4:51         |
| 6. | «Teri Isi Ada Pe Sanam»       |             | Кумар Сану, Садхана Саргам | 5:12         |
| 7. | «Koi Na Koi Chahiye»          |             | Винод Ратход               | 6:23         |
| 8. | «Teri Umeed Tera Intezar» (I) | Самир       | Кумар Сану, Садхана Саргам | 2:13         |